# Istituti italiani di cultura all'estero
Gli istituti italiani di cultura all'estero sono, a tutti gli effetti, organi periferici del Ministero degli affari esteri e della cooperazione internazionale. Essi attualmente sono 86 e sono disciplinati dalla Legge 401/90 e dal Regolamento 392/95.

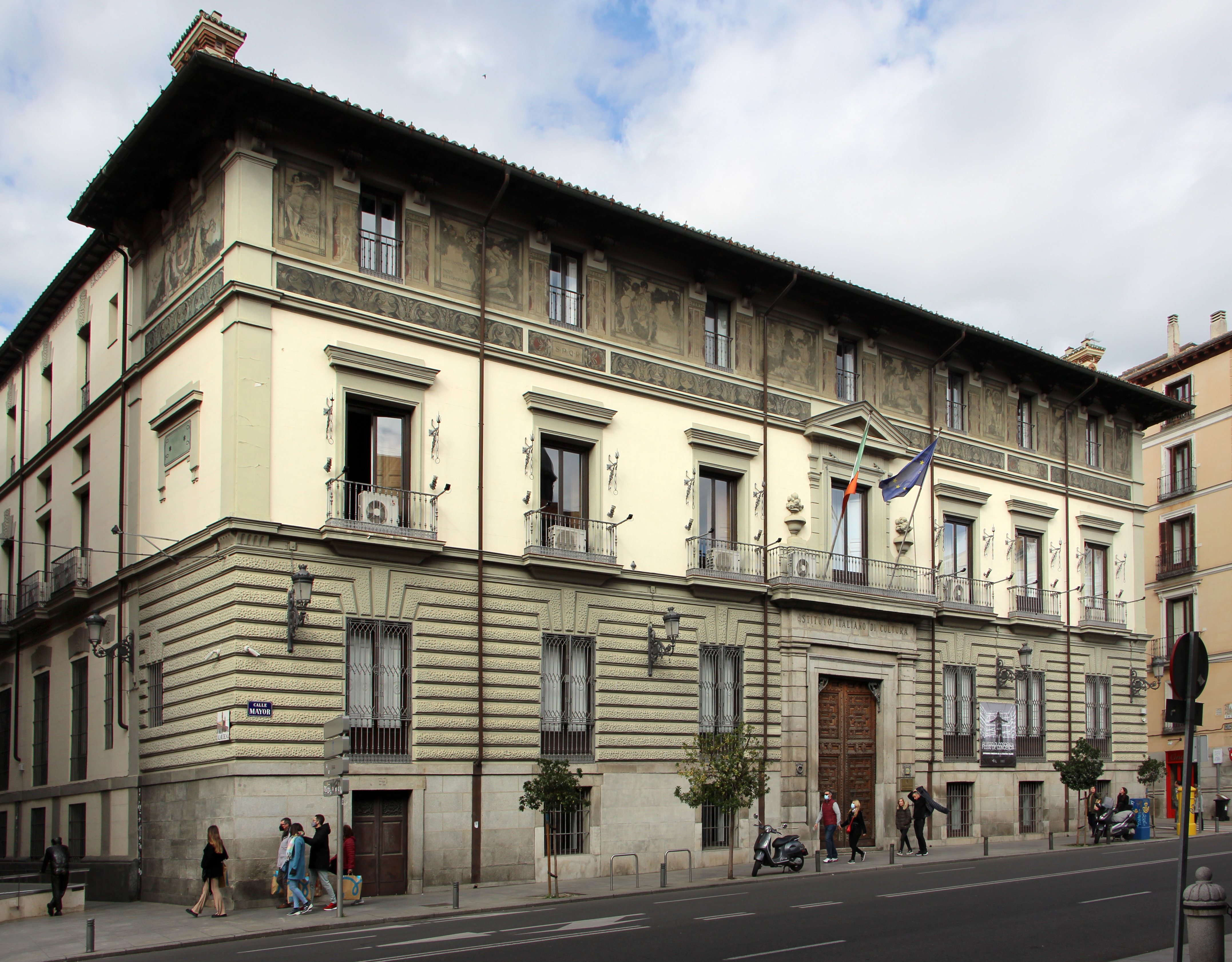
Palacio de Abrantes, sede dell'Istituto Italiano di Cultura a Madrid (Spagna)

## Funzioni degli Istituti
Gli Istituti italiani di cultura (dall'articolo 8 della legge 401/90):
1. stabiliscono contatti con istituzioni, enti e personalità del mondo culturale e scientifico del paese ospitante e favoriscono le proposte e i progetti per la conoscenza della cultura e della realtà italiane o comunque finalizzati alla collaborazione culturale e scientifica
2. forniscono la documentazione e l'informazione sulla vita culturale italiana e sulle relative istituzioni
3. promuovono iniziative, manifestazioni culturali e mostre
4. sostengono iniziative per lo sviluppo culturale delle comunità italiane all'estero, per favorire sia la loro integrazione nel paese ospitante che il rapporto culturale con la patria d'origine
5. assicurano collaborazione a studiosi e studenti italiani nella loro attività di ricerca e di studio all'estero
6. promuovono e favoriscono iniziative per la diffusione della lingua italiana all'estero, avvalendosi anche della collaborazione dei lettori d'italiano presso le università del paese ospitante, e delle università italiane che svolgono specifiche attività didattiche e scientifiche connesse con le finalità del presente articolo.

Nel perseguimento dei propri obiettivi, l'Istituto Italiano di Cultura collabora con le diverse Università, Istituzioni, organizzazioni e associazioni presenti nel Paese in cui si trova la Sede.
L'Istituto inoltre organizza e promuove, come da sue finalità, eventi culturali quali mostre, rassegne cinematografiche, concerti, conferenze, spettacoli teatrali e di danza; favorisce la partecipazione di artisti italiani ai principali momenti artistici del Paese in cui risiede; assicura la presenza di autori, editori e libri nelle Fiere internazionali del libro; promuove e sviluppa le relazioni inter-universitarie e la cooperazione dei sistemi educativi.
All'interno dei vari Istituti di Cultura ci sono solitamente libri, riviste e DVD a libera consultazione.

## Modalità di reclutamento e di carriera
Così come per la maggioranza delle cariche e delle funzioni legate al Ministero degli Affari Esteri e della Cooperazione Internazionale, le modalità di accesso e i requisiti necessari per chi sia interessato a lavorare negli IIC sono disponibili, in occasione di concorsi pubblici, sul portale Concorsi MAE e sulla Gazzetta Ufficiale della Repubblica Italiana. Si tratta in parte di posti omologhi a quelli della carriera diplomatica, in parte attribuiti attraverso avvisi e bandi pubblicati in Gazzetta. Responsabile degli IIC nel mondo è la Direzione Generale per la diplomazia pubblica e culturale del Ministero degli Affari Esteri e della Cooperazione Internazionale, con sede alla Farnesina.
Negli Istituti Italiani di Cultura all'estero esistono tre figure professionali: i direttori, gli addetti e i contrattisti. I direttori e gli addetti fanno parte dell'Area della Promozione Culturale (APC) del Ministero degli Affari Esteri e della Cooperazione Internazionale (MAECI).
In tale Area si entra solamente mediante concorso (procedura di mobilità oppure concorso pubblico); i sindacati, in proposito, hanno rilevato che la maggior parte del personale "è iper qualificata rispetto alle mansioni ricoperte".
I contrattisti vengono selezionati anch'essi con procedura concorsuale, ma ciò avviene in sede, cioè nella città e nel paese dove ha sede l'Istituto.
Esiste poi la possibilità di lavorare negli IIC (assunti e pagati dal singolo IIC) come insegnante nei corsi di lingua italiana.
Tale problematica è regolata dalla legge 296/98. La selezione avviene tramite concorso espletato, anche questo, in loco e prevede un contratto per un anno rinnovabile al massimo per un altro anno. Se indire o meno il concorso è questione a totale discrezione del Direttore dell'Istituto di Cultura.
Esistono infine svariate forme di collaborazione con gli IIC, occasionali o più durature, retribuite e non retribuite. In tutto ciò gli IIC hanno una notevole autonomia e il punto di riferimento è quindi il Direttore del singolo e specifico IIC.
Pertanto, due sono i modi migliori per candidarsi:
- tramite concorso per entrare nell'APC o per insegnare ai sensi della legge 296/98 (entrambi i tipi di bando vengono pubblicati sulla Gazzetta Ufficiale e sono reperibili anche sul sito esterno del MAE - www.esteri.it o, per l'insegnamento, sui singoli siti degli IIC).
- con contatti diretti con gli IIC per ogni altra forma di collaborazione.

## Sedi nel mondo
Gli Istituti Italiani di Cultura sono collocati in vari paesi del mondo, assicurando così una capillarità di punti di riferimento per la diffusione della lingua e della cultura italiane. Attualmente sono attivi 85 Istituti.

### Sedi in Europa

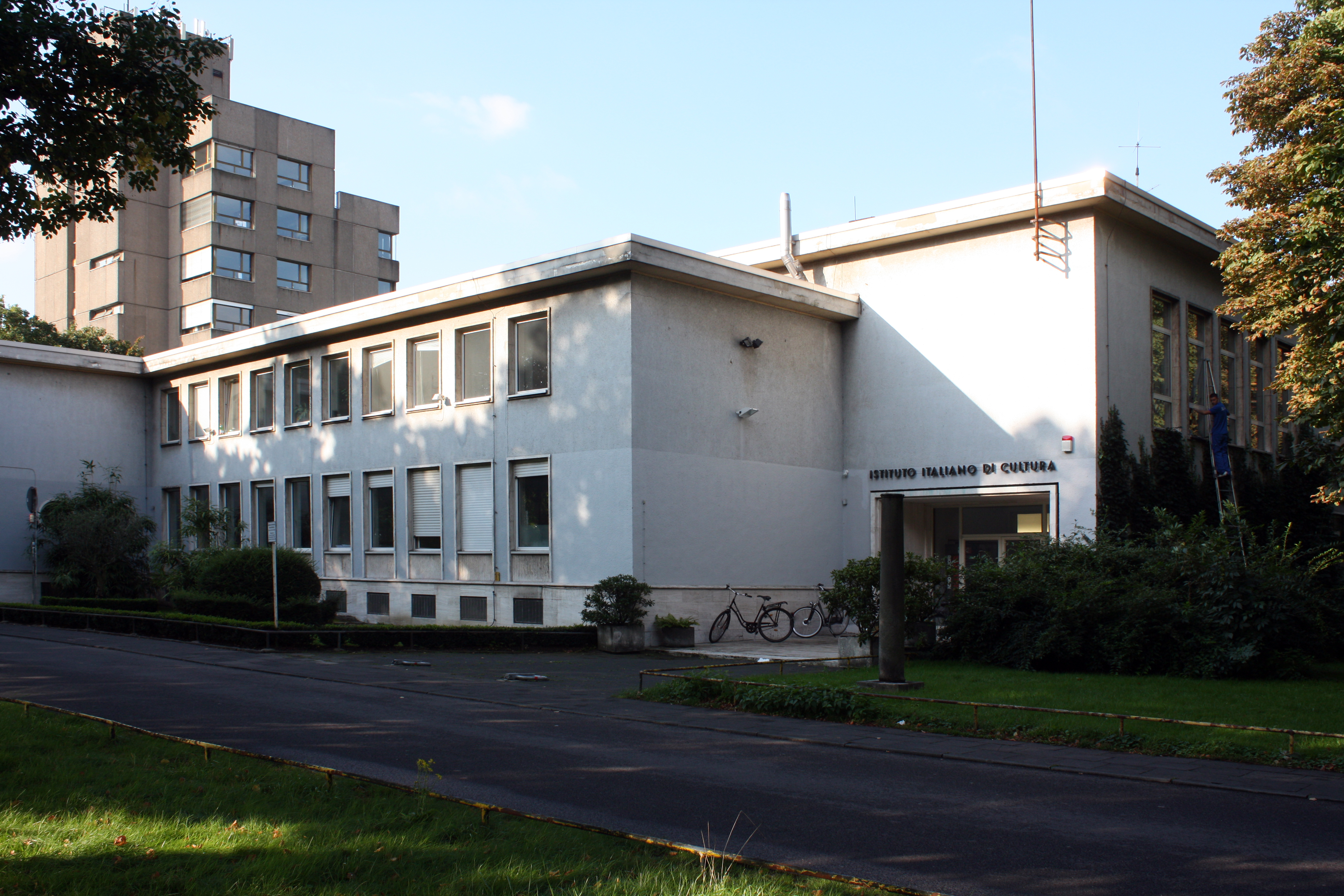
L'Istituto Italiano di Cultura a Colonia (Germania)

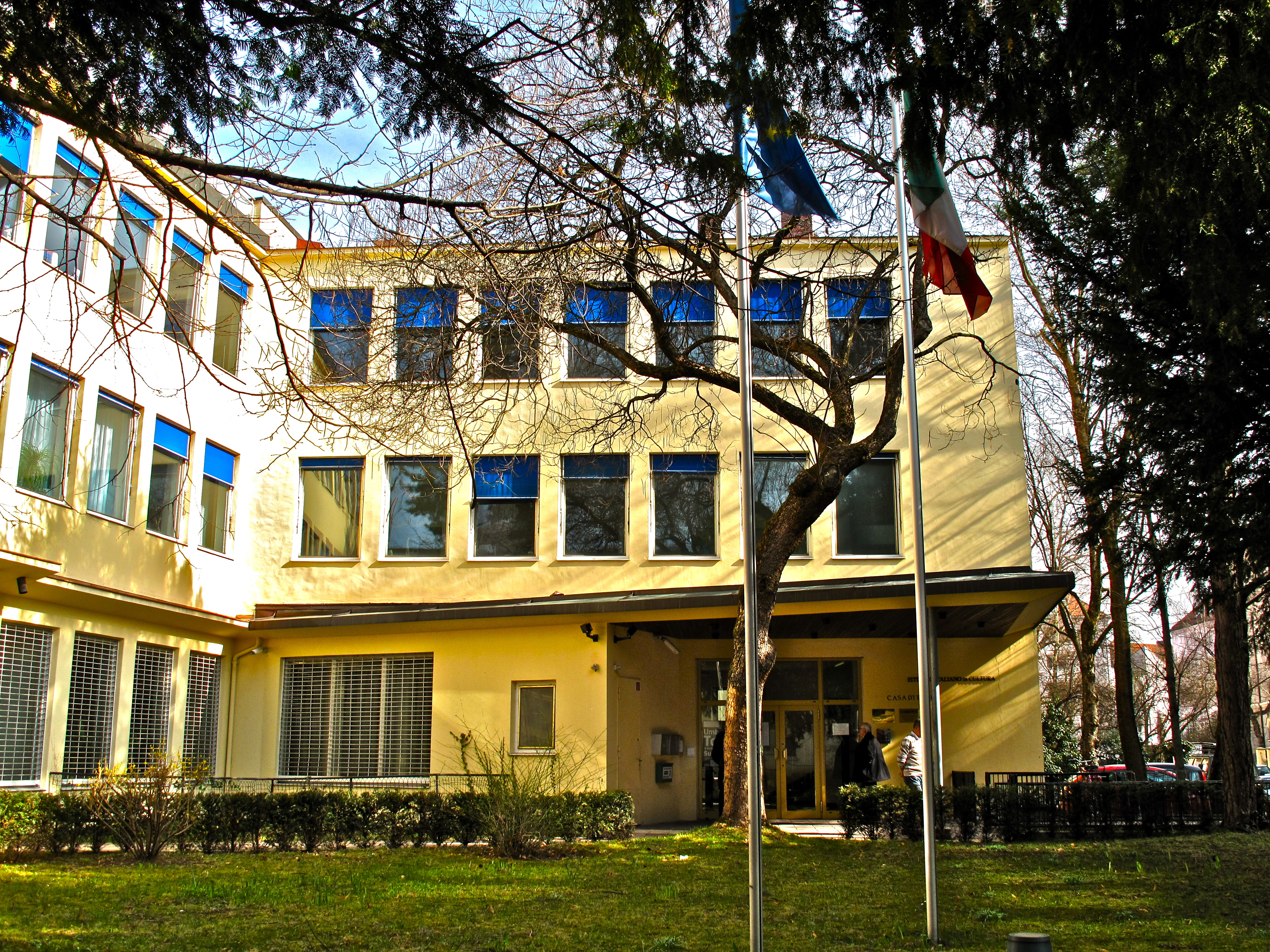
L'Istituto Italiano di Cultura a Monaco di Baviera (Germania)

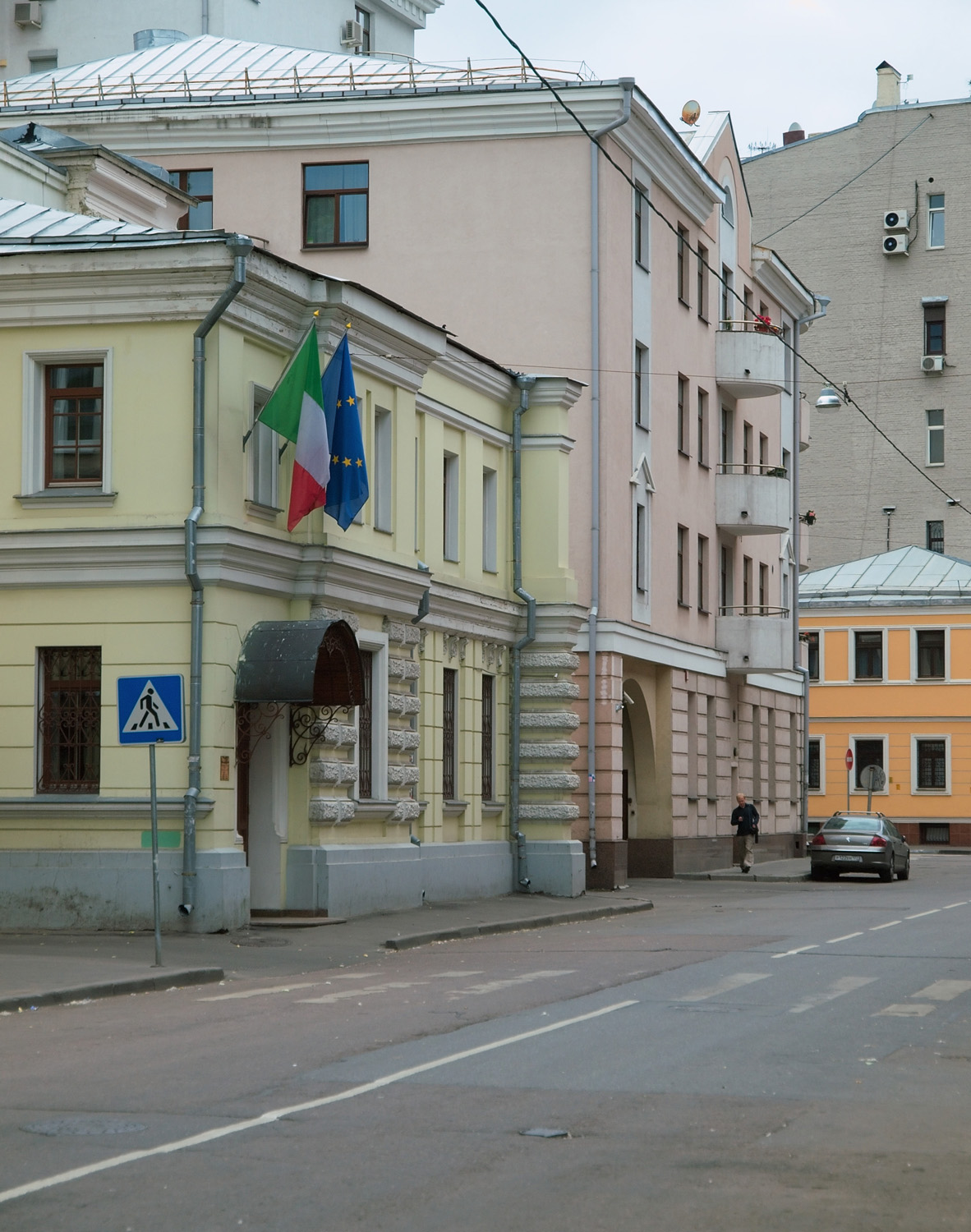
L'Istituto Italiano di Cultura a Mosca (Russia)

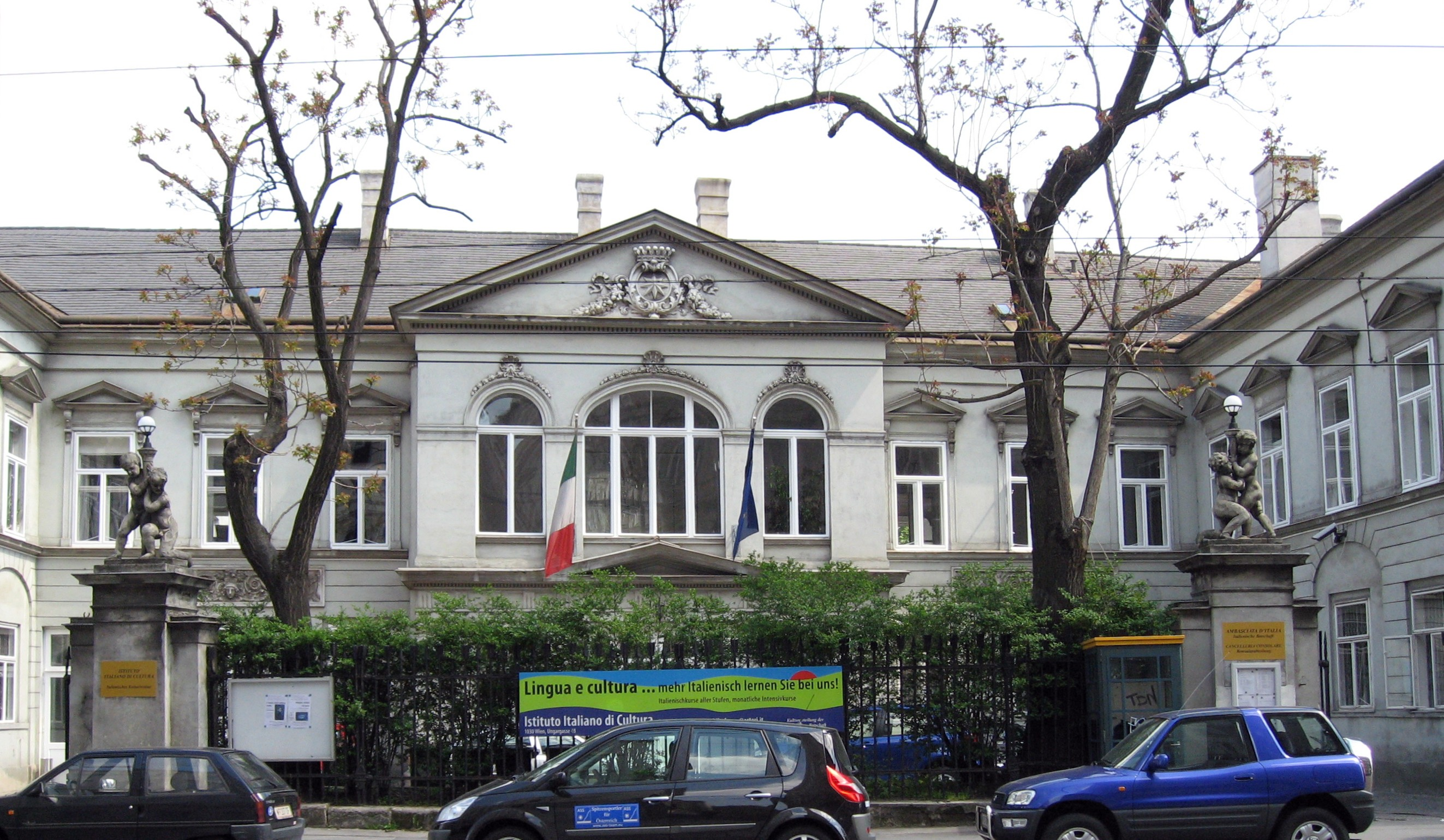
L'Istituto Italiano di Cultura a Vienna (Austria)

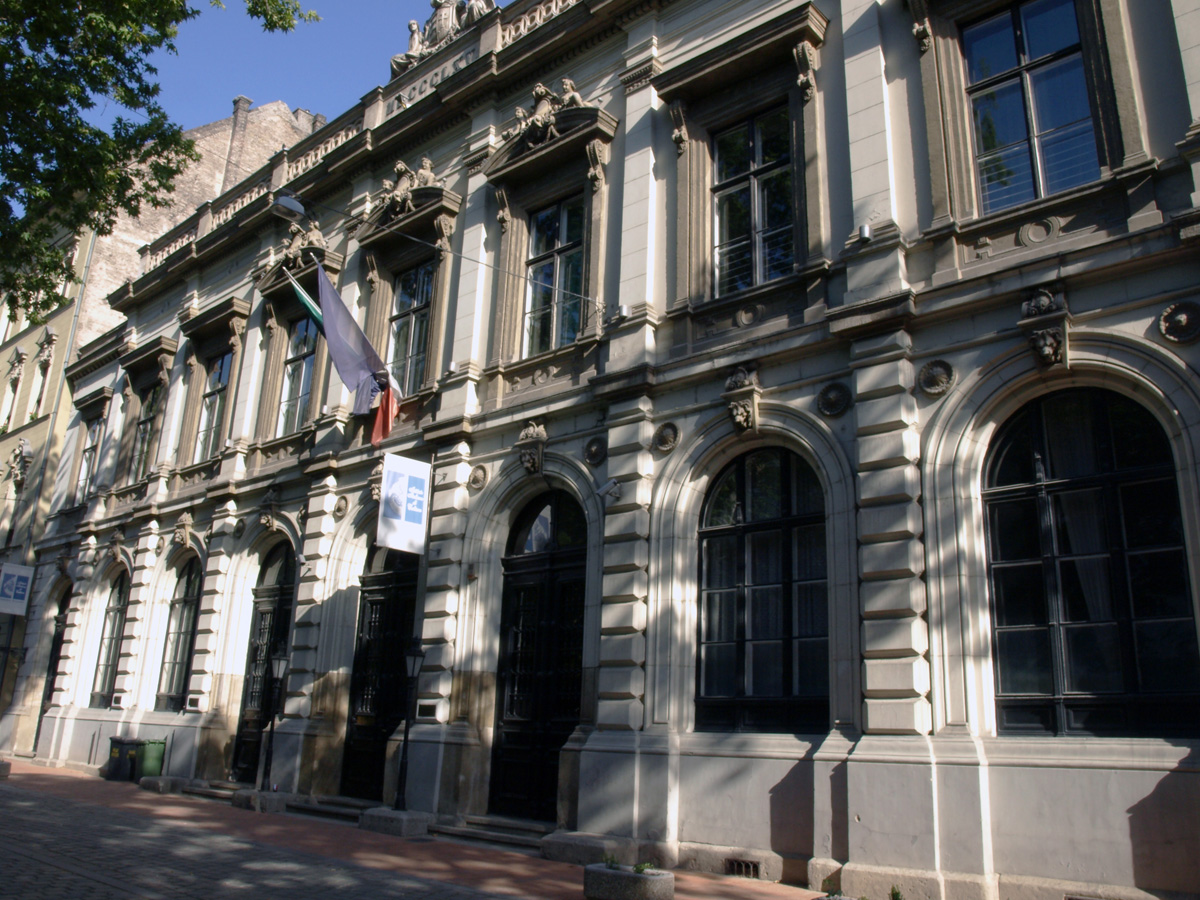
L'Istituto Italiano di Cultura a Budapest (Ungheria)

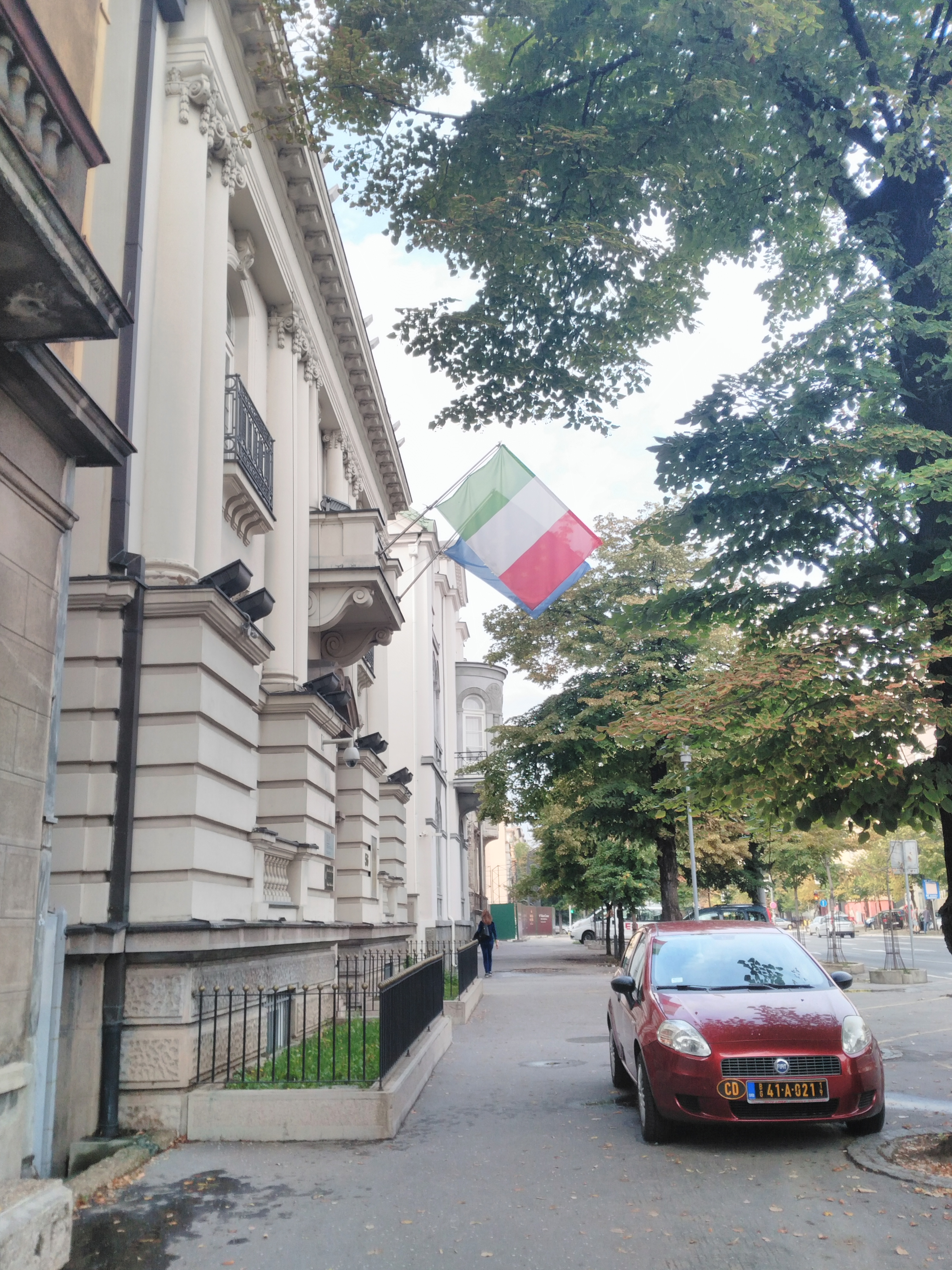
L'Istituto Italiano di Cultura a Belgrado (Serbia)

- Amburgo, Germania: Fondato nel 1953, compete nelle regioni di Amburgo, Brema, Meclemburgo-Pomerania Anteriore e Schleswig-Holstein.
- Amsterdam, Paesi Bassi: Fondato nel 1972, prodotto del trasferimento dell'Ufficio Culturale dell'Ambasciata che aveva già iniziato la promozione culturale a L'Aia nel 1952. L'istituto gestisce una biblioteca contenente 16.000 volumi, un'emeroteca e una cineteca.
- Atene, Grecia: Fondato nel 1954 in un palazzo appartenente alla comunità italiana in Grecia che fu, prima, sede della Scuola Italiana, poi, adibito da Mussolini come sede dell'Ambasciata della Repubblica di Salò. Fu trasferito in altra sede a causa di lavori di restauro in seguito a movimenti sismici dal 1999 al 2006. Dal 2014, con la chiusura dell'IIC di Salonicco, compete su tutta la nazione.
- Barcellona, Spagna: Istituito nel 1950, compete sulle attività culturali della Catalogna, Aragona, Comunità Valenciana, Murcia, Baleari e Andorra.
- Belgrado, Serbia: Sebbene fondato nel 1940 è attivo solo dal 1965. Dopo vari cambi di sede (1972 e 2006), occupa i locali già dell'Ambasciata Albanese, in un edificio battezzato "Palazzo Italia". Compete nelle principali città della Serbia.
- Berlino, Germania: Istituito nel 1990, inizia le attività nel 1992. Ha sede nello stesso luogo dell'Ambasciata d'Italia, trasferita nel 1999 da Bonn, e sorge nell'area meridionale al confine con il Großer Tiergarten. Compete sull'area di Berlino, Brandeburgo, Sassonia, Sassonia-Anhalt e della Turingia.
- Bratislava, Slovacchia: Fondato nel 1922 con il nome di "Circolo Italiano" e rinominato nel 1924 "Circolo Italiano di Cultura". Chiuso tra il 1942-46, riapre per tre anni con l'attuale denominazione, è tornato ad essere attivo dal 1999, in un palazzo nei pressi del Duomo e del Castello. Pionieristica fu l'attività negli anni Venti-Trenta in Slovacchia di personalità come Bonaventura Tecchi e Ettore Lo Gatto.
- Bruxelles, Belgio: In un certo qual modo anticipato dalla fondazione della "Casa degli Italiani" (1932), prende l'attuale nome dal 1946. Ospita una sala teatrale-cinematografica.
- Bucarest, Romania: Nato nell'aprile 1924 su volontà di Ramiro Ortiz in collaborazione con Eugen Lovinescu e Nicolae Iorga, chiuse su ordine delle Autorità comuniste per un ventennio (1948-67). La nuova sede è stata riaperta nel 2002 quando è stata inaugurata una nuova sede distaccata anche a Cluj-Napoca.
- Budapest, Ungheria: Inaugurato il 21 giugno 1943 nel palazzo dell'architetto Miklós Ybl, già sede del Parlamento ungherese (1865-1902). Ospita un capiente teatro dove hanno luogo rappresentazioni e concerti.
- Colonia, Germania: Sorto dalle ceneri culturali della "Petrarca Haus", istituita per volontà dell'allora sindaco Konrad Adenauer nel 1931, fu inaugurato con l'attuale nome nel 1954, ampliandosi ulteriormente negli anni Settanta. Compete sull'Assia e Renania Settentrionale-Vestfalia. Dal 2014, amplifica il proprio areale di competenza con la chiusura dell'IIC di Francoforte sul Meno.
- Copenaghen, Danimarca: Fondata nel 1958, l'Istituto ha sede ad Hallerup (a Nord della capitale) in una villa del 1918, ottenuta nel 1966 dal governo danese - in cambio di un terreno a Valle Giulia su cui erigere l'Accademia di Danimarca a Roma - e ristrutturata nel 1969 dall'architetto Ib Martin Jensen. Le attività toccano tutti i principali centri della nazione.
- Cracovia, Polonia: Fondato nel 1987 ha sede in una palazzina nei pressi del castello del Wawel. L'Istituto Italiano di cultura di Cracovia ha competenze sui voidovati di Bassa Slesia, Lubusz, Opole, Piccola Polonia, Precarpazia, Santacrocre, Slesia.
- Dublino, Irlanda: Costituito dal 1954, ha sede in un edificio di epoca georgiana nel cuore della città, acquistato dal Governo italiano nel 1974. Dal 1994 l'Istituto collabora con Rai Internazionale e RTÉ per la trasmissione di programmi come Viva l'Italiano e In Italiano.

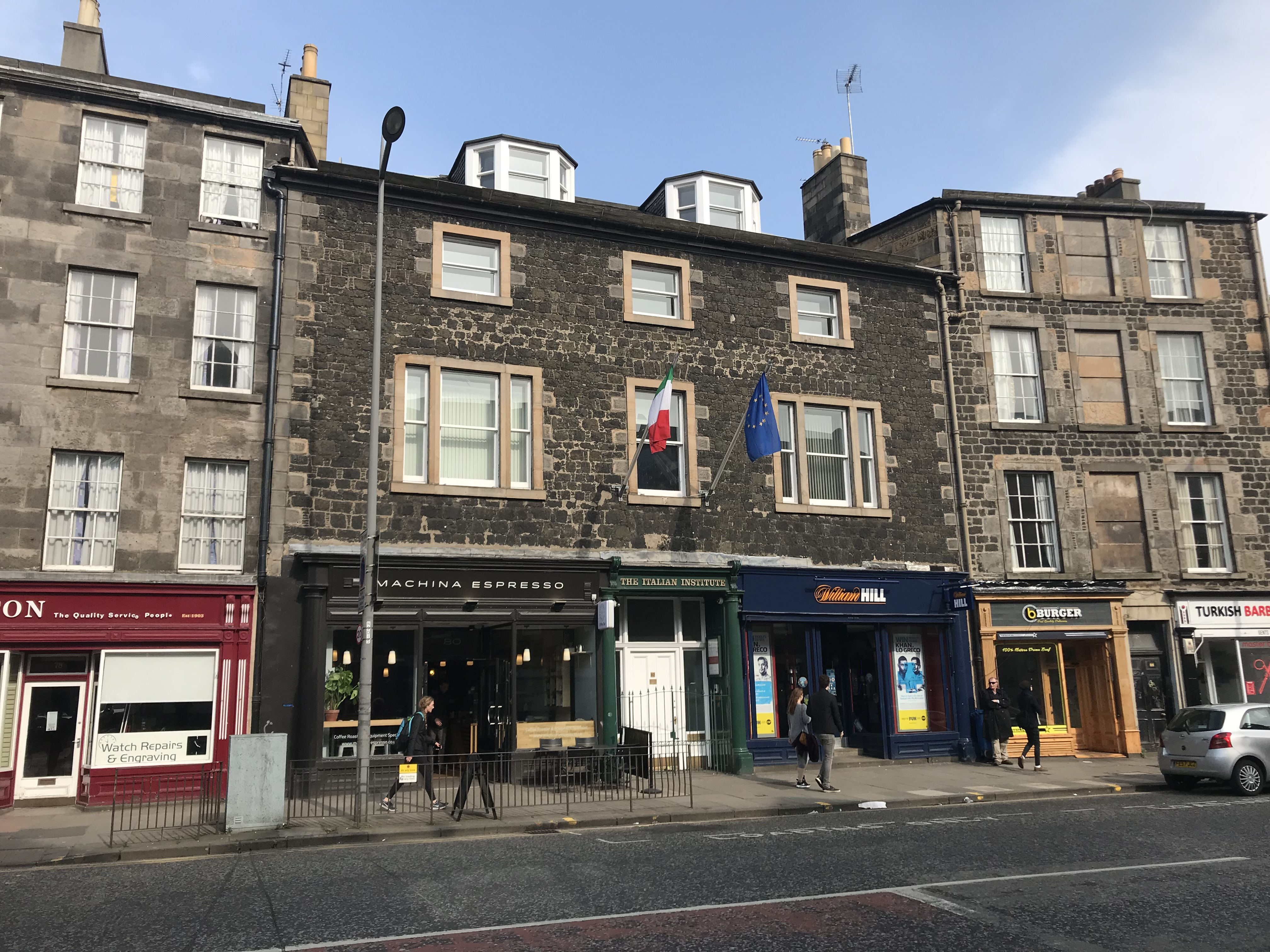
L'Istituto Italiano di Cultura a Edimburgo (Scozia).

- Edimburgo, Regno Unito: Istituito il 1º gennaio 1979 come sede distaccata di Londra, acquisisce una propria autonomia nel 2001. Inizialmente nei medesimi locali dell'Ambasciata d'Italia, data l'importanza nel contesto cittadino ha trasferito la propria sede nel quartiere universitario dal 1988. Ha competenze sulla Scozia e l'Irlanda del Nord.
- Helsinki, Finlandia: Nato dall'arrivo del professore anglo-italiano Roberto Weiss da Tallinn nel 1940, pochi giorni prima dell'invasione russa, e l'incontro con le locali Società Dante Alighieri. Dal 1954 ha sede in un palazzo del 1905 elaborato dall'architetto Gustaf Estlander in stile Jugend.
- Istanbul, Turchia: Sorto dagli accordi bilaterali stipulati nel 1951, l'Istituto ha sede nella "Casa d'Italia", un edificio art déco nel quartiere Galata, già sede del Consolato del Regno di Sardegna dal 1823 e Ambasciata d'Italia fino al 1919. A seguito di lavori di restauro nel 1930-32, il cortile interno è stato trasformato in un teatro al coperto. Dal 2014 compete su tutto l'areale nazionale a seguito della chiusura dell'IIC di Ankara.
- Kiev, Ucraina: Fondato nel 1998 al centro della città. Nel 2005 è stato insignito del "Premio Impresa e Cultura" per le attività fondamentali svolte all'estero.[2] Svolge importanti attività anche a Leopoli e a Odessa.
- La Valletta, Malta: Costituito nel 1971, viene spostato nell'attuale sede nel 1974. Il palazzo fu costruito nel 1602 da Alof de Wignacourt ed affrescato nel 1723-25 da Niccolò Nasoni, già sede dopo del Foreign Office dopo l'indipendenza del 1964.
- Lione, Francia: Creato nel 1986, ha competenze sulle regioni della Alvernia, Borgogna, Limosino e Rodano-Alpi.
- Lisbona, Portogallo: Nasce nel 1939 dalle spoglie del Reale Istituto Luso-Italiano, ha un ruolo principale per la cultura durante tutti gli anni del Salazarismo fino alla Rivoluzione dei garofani del 1974, promuovendo teatro sperimentale, cinema e musica non troppo ben visti dal regime. Funzionale all'interazione delle due culture è stata la divulgazione della rivista Estudos Italianos em Portugal, fondata nel 1939, riportata nuovamente alla redazione dal 2005. Tra i direttori vi furono Gino Saviotti (1941-50) e Antonio Tabucchi (1985-88). L'Istituto, che ha sede in un palazzo del XVI secolo già residenza del sindaco della città Anselmo Braamcamp Freire, ha importanza riconosciuta non solo nella capitale ma anche a Coimbra, Évora, Faro, Funchal, Porto e Ponta Delgada.
- Londra, Regno Unito: Inaugurato nel 1950, ha sede in un edificio progettato nel 1825 dal costruttore edile Thomas Cubitt e dall'architetto George Basevi. Ha ospitato interventi di personalità rilevanti da ambo le parti come T.S. Eliot, Primo Levi, Italo Calvino, Umberto Eco, A. S. Byatt e molti altri. Ha competenze sull'Inghilterra e sul Galles.
- Lubiana, Slovenia: Fondato nel 1999 nella sede dell'Ambasciata, ha preso autonomia a partire dal 2000-01.
- Madrid, Spagna: Fondato nel 1939, ha sede a Palazzo d'Abrantes (1652) nei pressi della cattedrale dell'Almudena e del Palazzo reale. Ha competenza sulle restanti regioni spagnole non coperte dall'IIC di Barcellona e sulle Canarie.
- Marsiglia, Francia: Costituito nel 1951, ha sede in uno stabile del 1936-37 già "Casa d'Italia" costruito secondo il gusto del "Ventennio fascista". Possiede teatro, sala espositiva, piano Pleyel, biblioteca e videoteca. L'IIC di Marsiglia ha competenze sulle regioni Corsica, Linguadoca-Rossiglione, Midi-Pirenei e Provenza-Alpi-Costa Azzurra.
- Monaco di Baviera, Germania: Fondato nel 1955, ha competenze sul territorio della Baviera.
- Mosca, Russia: Costituito nel 1986 aveva sede con l'Ambasciata italiana, dal 2001 in un nuovo edificio con biblioteca e mediateca. Ha competenza su tutta la Russia transcontinentale eccetto che per i territori di competenza dell'IIC di San Pietroburgo.
- Oslo, Norvegia: Fondato nel 1952 ed inaugurato nel 1962, spostato dal 1994 in una nuova sede sempre nell'area delle Ambasciate internazionali. Molti gli incontri organizzati in molti settori culturali dall'archeologia al cinema, dalla fotografia alla musica.
- Parigi, Francia: L'Istituto ha sede nell'Hôtel de Galliffet, un prestigioso "hôtel particulier" della fine del Settecento, nel cuore del quartiere Saint-Germain. Costruito dall'architetto Jacques-Guillaume Legrand tra il 1776 ed il 1792, fu dimora di Monsieur de Talleyrand e sede del Ministero degli Affari Esteri francese dal 1794 al 1821. Le sue sale hanno visto passare personaggi illustri da Napoleone Bonaparte a Madame de Staël, da Chateaubriand al poeta Antoine-Vincent Arnault. Acquistato dallo stato italiano nel 1909, fu dapprima Ambasciata e Consolato Generale d'Italia, fino all'attuale istituzione dal 1962. L'Istituto è dotato di una biblioteca-mediateca di oltre 50.000 unità. Ha competenze oltre che sull'Île-de-France, anche sulle regioni della Alta Normandia, Aquitania, Bassa Normandia, Bretagna, Centro, Franca Contea, Paesi della Loira e Poitou-Charentes.
- Praga, Rep. Ceca: L'Istituto Italiano di Cultura, situato nel quartiere di Malá Strana, nasce nel giugno 1942. I primi accordi culturali con l'Italia vennero siglati a il 18 maggio 1971 e rinnovati con la Repubblica Ceca nel corso del 2011 dai due governi. Il monumento storico dell'Istituto appartenne alla Congregazione Italiana di Praga (comunità italiana a Praga) già a partire dal 1573. I quattro secoli di storia, nella quale l'edificio ha più volte variato la destinazione d'uso (ospedale, orfanotrofio, casa di maternità, scuola), sono raccontati negli archivi storici tuttora conservati nell'Istituto. La biblioteca, nata nel 1922, raccoglie circa 20.000 volumi.
- San Pietroburgo, Russia: Costituito come sede distaccata dell'IIC di Mosca nel 1999, ha assunto una propria autonomia dal 2003 in occasione del 300º anniversario della fondazione della città. Ha sede in un edificio del XIX secolo nei pressi del Teatro Mariinskij. L'Istituto ha competenza oltre che sulla medesima città federale, anche sugli oblast' di Arcangelo, Leningrado, Murmansk, Novgorod, Pskov, Vologda e la Repubblica di Carelia.
- Sofia, Bulgaria: Creato nel 1950 come Ufficio Culturale dell'Ambasciata italiana ma senza particolari riconoscimenti dalle autorità locali. È, infatti, solo del 2000 che vi è un accordo intergovernativo a cui segue nel 2002 l'assegnazione di una propria sede autonoma in città.
- Stoccarda, Germania: Sorto nel 1962, compete sui territori di Baden-Württemberg, Renania-Palatinato e Saarland.
- Stoccolma, Svezia: Fondato dall'aviatore Carlo Maurilio Lerici nel 1941, amico sia dei Sovrani di Svezia che di Giuseppe Ungaretti, promotore di attività culturali; assiste allo scambio tra i due governi di un appezzamento a Ladugårdsgärdet, dove ha sede il complesso ideato da Gio Ponti e Pier Luigi Nervi, e il luogo a Valle Giulia dove sorgerà l'Istituto Svedese di Studi Classici.
- Strasburgo, Francia: Creato nel 1952 ed inaugurato nel 1964, dal 1977 ha sede in una palazzina di fine Ottocento nel quartiere imperiale della Neustadt. Compete sulla regione Grand Est (nata dalla fusione tra Alsazia, Champagne-Ardenne e Lorena).
- Tirana, Albania: Nasce nel 1981 e lavora come ufficio alle dipendenze dell'Ufficio Culturale dell'Ambasciata, l'autonomia viene guadagnata dopo circa un decennio di incrementati rapporti col territorio ed una nuova sede nel 1999 all'interno del Palazzo della Cultura, dove hanno dimora anche il Teatro dell'Opera e la Biblioteca Nazionale d'Albania.
- Varsavia, Polonia: Opera in città dal 1934, forte del legame che unisce i due popoli, legati sin dal Rinascimento con la regina Bona Sforza d'Aragona. Dal 2001 ha sede nel Kamienica Matias Taubenhaus, palazzo neogotico fine-ottocentesco dell'architetto Edward Goldberg. Compete sulle restanti regioni settentrionali non facenti parte della giurisdizione dell'IIC di Cracovia.
- Vienna, Austria: Costituito nel 1948, ha sede a Palazzo Sternberg, costruito nel 1821-22 da Karl Ehrmann. Compete su tutta l'aria austriaca dopo la chiusura nel 2014 dell'IIC di Innsbruck.
- Vilnius, Lituania: Istituito il 10 gennaio 2000 risulta il più giovane degli Istituti Italiani europei. Ha sede nell'Alumnatas, edificio del 1622 che ospitava l'Accademia Ecclesiastica della città voluta da Gregorio XIII.
- Zagabria, Croazia: Fondato nel 1942 dal ministro Giuseppe Bottai, fu chiuso durante i conflitti bellici per riaprire nel 1973 fungendo come filiale dell'IIC di Belgrado fino all'indipendenza e autonomia nel 1991. Dal 1981 la sede è un edificio in stile Liberty già sede della Banca Nazionale Croata.
- Zurigo, Svizzera: Sorge il 18 febbraio 1950 su promozione di Arnaldo Bascone, nonché primo direttore. Influisce anche sulle città di Berna e Ginevra.

### Sedi in Africa
- Addis Abeba, Etiopia: Costituito nel 1960 ed operativo dal 1974.
- Algeri, Algeria: Sorto nel 1963, dopo numerosi cambi di sede dal 2011 ha sede sulle alture della città nel quartiere di El Biar, non lontano dall'Ambasciata. Nonostante la limitazione delle manifestazioni durante il periodo della guerra civile (1991-1999), continua ad essere un polo propulsore di cultura con eventi quali la Settimana della lingua italiana nel Mondo o la Saison culturelle italienne.
- Il Cairo, Egitto: Fondato nel 1950, ha sede nel quartiere di Zamalek. Di notevole importanza il contributo della "Sezione Archeologica e di Studi di Arabistica" fondata nel 1961 e gestito per quasi trent'anni da Carla Burri, nonostante l'indipendenza della Sezione dal 1970, permane negli stessi locali. Un'ulteriore sede relativa all'archeologia è sita nei pressi del Museo Egizio.
- Dakar, Senegal
- Nairobi, Kenya: Istituito nel 1971 con sede nel Prudential Assurance Building fino al 1992, dal 2003 viene inaugurata un'apposita sede nella Grenadier Tower di Westlands, già di proprietà dell'Agip.
- Pretoria, Sudafrica.
- Rabat, Marocco: Costituito nel 1971, l'attuale sede in stile razionalista è occupata dal 2002.
- Tripoli, Libia: Insediato al fianco del locale comitato della Società Dante Alighieri dal 1963, subisce una sospensione delle attività nel 1969-76 e nel 1992-99. Alla nuova apertura seguono vari trasferimenti nel 2003 e nel 2011, a seguito dei disordini bellici. Attualmente ha sede all'interno dell'Ambasciata in attesa di una nuova collocazione. Notevoli le pubblicazioni de I Quaderni dell'Istituto Italiano di Cultura di Tripoli.
- Tunisi, Tunisia: Fondato nel 1961, negli anni Ottanta ha promosso l'istituzione della società italo-tunisina di produzione cinematografica, Carthago Film. Dal 2004, ha sede in pieno centro nei pressi della locale Cité de la Culture.

### Sedi in Asia e Oceania
- Abu Dhabi, Emirati Arabi Uniti
- Baghdad, Iraq

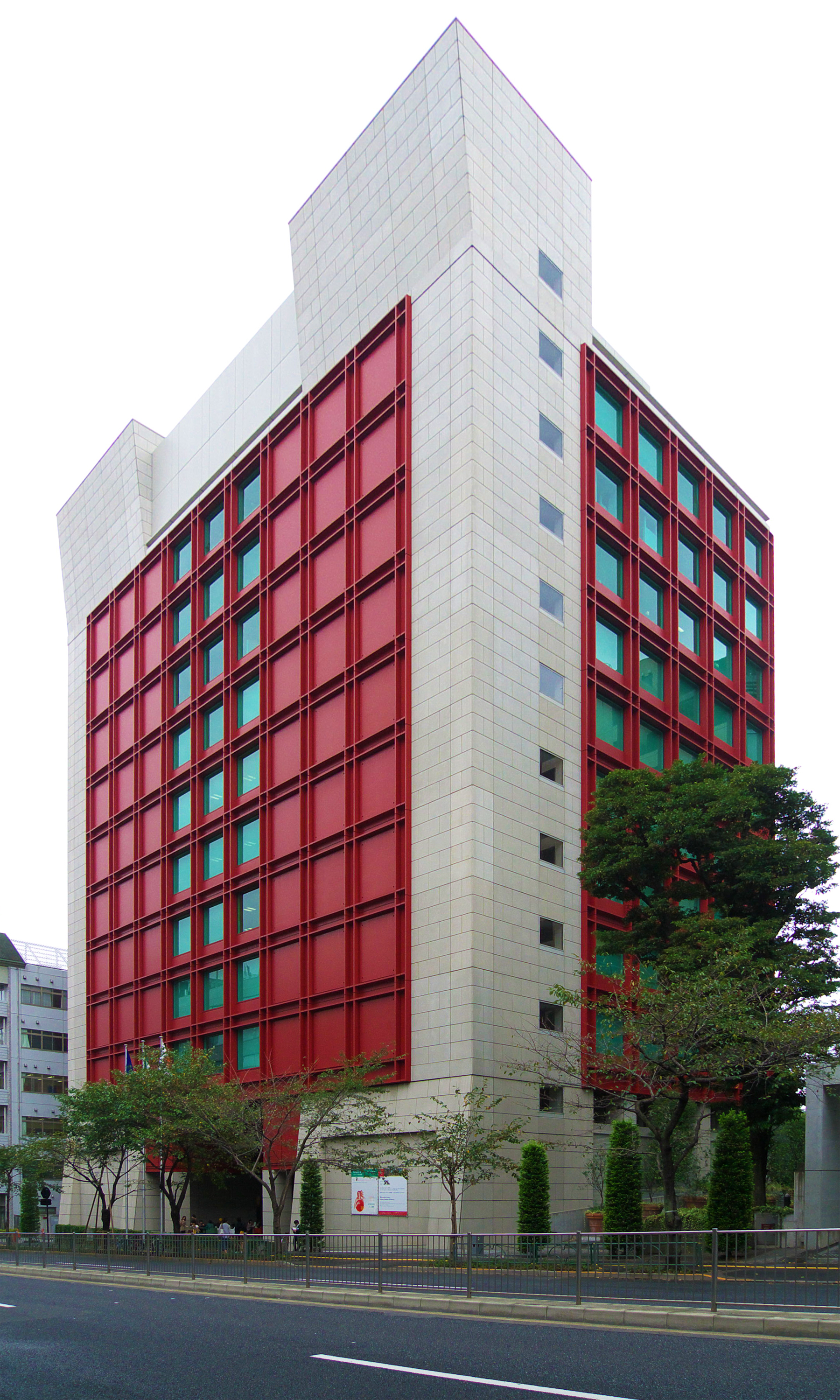
L'Istituto Italiano di Cultura a Tokyo (Giappone).

- Beirut, Libano: Fondato nel 1952, è rimasto aperto anche durante gli anni della guerra civile libanese. Primo direttore fu Martino Mario Moreno a cui l'Istituto è intitolato dal 2005, medesimo anno in cui la sede si è trasferita nella Cancelleria di Baabda. Filiali e succursali all'interno della regione sono site a Jounieh, Sidone, Tirebolu, Tiro e Zahle.
- Damasco, Siria: Operante dal 2000.
- Giacarta, Indonesia: Costituito dall'ottobre 2000, ha centri satellite non solo sull'isola Giava ma anche a Bali e Sumatra.
- Haifa, Israele: Fondata nel 1962 come sede distaccata di Tel Aviv, ha condiviso i locali con il Consolato e la Società Dante Alighieri fino al 1972. L'edificio in stile ottomano sorge nel Quartiere Tedesco è di proprietà dei frati francescani dell'ordine della Custodia di Terra Santa. Opera nel Nord del paese tra Haifa, Nazareth e Acco.
- Hong Kong, Cina: Nonostante sia stato formalmente istituito nel 1999, è attivo sul territorio solo dal 2011. Ha sede al 32º piano del Central Plaza. Opera per le regioni amministrative speciali cinesi di Hong Kong e Macao.
- Melbourne, Australia: Ha sede dal 1974 nella Elm Tree House, edificio del 1853-57 già di proprietà di Mabel Brookes che nel 1966 ospitò il presidente americano Lyndon B. Johnson. Compete sui territori di Australia Occidentale e Australia Meridionale, Tasmania e Victoria.
- Mumbai, India: Costituita nel 1999 ma operante come sede distaccata dell'IIC di Nuova Delhi solo dall'agosto 2013.
- Nuova Delhi, India: Fondato nel 1971, viene dotato di una sede propria due anni più tardi. Dal 2002 è locato in un edificio apposito che ospita anche l'Ambasciata, nella zona di Chanakyapuri.
- Osaka, Giappone: Costituito nel 2010 dalle spoglie dell'IIC di Kyoto, dal 2013 ha sede nella Nakanoshima Festival Tower. Compete sulle regioni di Kansai, Shikoku, Kyūshū, Chūgoku, Okinawa e la parte meridionale del Chubu.
- Pechino, Cina: Costituito nel 1986, la nuova sede progettata da Sergio Giocondi sorge nel quartiere di Sanlitun. Ha competenze su gran parte della Cina, non coperta dall'IIC di Shanghai e anche sulla Mongolia.
- Seul, Corea del Sud: Fondato nel 1987 nella Woojin Building, nel quartiere di Hannam Dong dove dopo alcuni trasferimenti, dal 2009, è stabilita nell'Ilshin Building. Nonostante siano tecnicamente ancora in guerra, l'Istituto dispone competenze anche sulla Corea del Nord.
- Shanghai, Cina: Nato formalmente nel 2003, prende l'attuale nome nel 2006, durante "L'Anno dell'Italia in Cina", collaborando attivamente all'Expo 2010. Ha sede nel grattacielo The Center, nel distretto di Xuhui. Collabora attivamente con l'IIC di Pechino, competendo sulle province di Anhui, Jiangsu e Zhejiang.
- Sydney, Australia: Aperto nel 1977, cessò le attività nel 1982-86. Dal 2011 ha sede in un palazzo di inizio Novecento nei pressi del Queen Victoria Building. L'areale giurisdizionale è tra il Queensland, il Nuovo Galles del Sud ed i territori del Nord e della Capitale
- Teheran, Iran
- Tel Aviv, Israele: Nato nel 1960, tra il 1972 e 1983 ha avuto sede nei pressi del Teatro Habimah per poi trasferirsi nella Città Bianca. Dal 2004 nella Trade Tower nel quartiere Newe Tzedeq. Si occupa, oltre che del distretto omonimo, dell'area Centrale e Meridionale.
- Tokyo, Giappone: Risalente al 1939, quando il barone Takaharu Mitsui donò all'Italia un terreno su cui ubicare l'Istituto, inaugurato nel 1941. Dal 1945, a causa dei bombardamenti, venne chiuso riaprendo dal 1959. Nel 2001 partecipa alle manifestazioni legate al "Festival Italia/Giappone". Nel 2005 viene inaugurato un nuovo edificio, progettato da Gae Aulenti, nel quartiere di Chiyoda nei pressi del Palazzo Imperiale. Molto attivo per i corsi di lingua, nel 2011 conta la cifra di 6.000 iscritti. Compete su tutto il territorio giapponese in collaborazione con l'IIC di Osaka.

### Sedi nelle Americhe
- Bogotà, Colombia: Aperto nel 1955 col nome di "Istituto Colombo-Italiano", dal 1970 è stabilito con l'attuale nome nel quartiere Teusaquillo.
- Buenos Aires, Argentina: Fondato nel 1940 con il nome di "Centro Studi Italiani", rimanendo chiuso durante la Seconda guerra mondiale. Riapre attivamente dal 1952-53. La sede, progettata da Gio Ponti, ospita anche il Teatro Coliseo, l'Università di Bologna e la Camera di Commercio Italiana. Ha competenze su gran parte della nazione ad esclusione della parte interna di competenza dell'IIC di Córdoba.
- Caracas, Venezuela: Costituito nel 1952.
- Chicago, USA: Fondato nel 1985, ha riscosso l'autonomia dall'IIC di New York nel 1999. Situato lungo "The Magnificent Mile", arteria importante della città, nei pressi della Newberry Library, Chicago Cultural Center e MCA, ha tenuto incontri con Umberto Eco, Gianni Vattimo, Lawrence Ferlinghetti e altri. Amministra la propria giurisdizione su sedici stati, tutto il Midwest più Colorado, Kentucky, Tennessee e Wyoming.
- Córdoba, Argentina: Costituito nel 1986 e inaugurato l'anno seguente, è stato per circa un ventennio nei pressi del Teatro del Libertador General San Martín. Dal 2005 è sito nei locali già sede del Consolato italiano. L'Istituto opera sulle province di Córdoba, Catamarca, Jujuy, La Rioja, Mendoza, Salta, San Juan, San Luis, Santiago del Estero e Tucumán.
- Città del Guatemala, Guatemala: Istituito nel 1938, rimase chiuso dal 1982 al 1999 a causa della guerra civile del paese. Riapre nel 2000 nella Zona Viva della città.
- Città del Messico, Messico: Istituito nel 1953, dal 1975 ha sede nel quartiere Coyoacán in un ex-convento del XVIII secolo, già di proprietà del Governo Polacco e dell'Ambasciata del Belgio.
- Lima, Perù: Sorto nel 1950 dall'"Istituto di Cultura Italo-Peruviano" (1934-40), che aveva cessato le attività per l'inizio della Seconda Guerra Mondiale. Ha sede negli attuali locali dal 1972, donati dal governo peruviano.
- Los Angeles, USA: Fondato nel 1984, come succursale dell'IIC di San Francisco, acquisisce una propria autonomia nel 1993. Da questa data si sposta nel Westwood Village, in un palazzo degli anni Sessanta progettato da Robert E. Alexander, socio di Richard Neutra, che fu sede del Centro Internazionale Studentesco dell'UCLA. Compete sugli stati di Arizona, Arkansas, California meridionale, Louisiana, Nevada, Nuovo Messico, Oklahoma e Texas.
- Miami, USA: Fondata il 7 marzo 2024, si trova a Coral Gables, 209 Altara Ave, accanto al Consolato Generale d'Italia a Miami.
- Montevideo, Uruguay: Fondata nel 1950, dal 1962 si trova nel centro della città, in una palazzina signorile costruita nel 1912.
- Montréal, Canada: Nel cuore del Golden Square Mile, nei pressi dell'Università McGill, venne istituito nel 1962 da Antonio D'Andrea, italianista fondatore con Dante Della Terza di Yearbook of Italian Studies. Opera in Québec, Nuova Scozia, Nuovo Brunswick, Isola del Principe Edoardo, Terranova e Labrador.
- New York, USA: Istituito ufficialmente nel 1961, pone le sue radici già dal 1956 con le attività culturali promosse dal Consolato. in origine, collaborò con l'Italian Academy della Columbia University ed ereditò la biblioteca di Charles Paterno. Tra gli "illustri" dirigenti, voluti dalla riforma L.401 del 29 dicembre 1990, ci sono stati Furio Colombo, Gioacchino Lanza Tomasi, Claudio Angelini e Renato Miracco. Ha sede in una palazzina neo-georgiana del 1919 in Park Avenue progettata dal duo W.A. Delano & C.H. Aldrich. Ha giurisdizione sugli stati del New England, di New York e New Jersey.
- Rio de Janeiro, Brasile: Fondato nel 1950 ed inaugurato sei anni dopo nel quartiere Laranjeiras, dal 1974 occupa una palazzina degli anni Trenta nel centro della città. Compete sugli stati di Bahia, Espírito Santo e Rio de Janeiro.
- San Francisco, USA: Inaugurato nel 1978 come sezione distaccata dell'IIC di New York, diviene autonomo nel 1983. Dopo vari cambi di sede, l'Istituto dal 2010 è sito in un edificio del 1910 a Jackson Square, nei pressi del Financial district e da North Beach, il quartiere italiano. Compete sulla California settentrionale, Idaho, Montana, Utah e Washington, oltre che su Alaska, Hawaii e Isole Statunitensi del Pacifico.
- San Paolo, Brasile: Fondato nel 1950 dal già "Instituto Cultural Ítalo-Brasileiro" del 1945. Ha ospitato numerose personalità del panorama culturale italiano da Vittorio Gassman a Goffredo Petrassi, da Candido Portinari a Daniel Bovet e Dario Fo. Nel 1990 promosse la traduzione della Letteratura Italiana in lingua portoghese, ad opera di un équipe di professori guidati da Giorgio Bàrberi Squarotti. Ha sede in un edificio in stile francese degli anni Venti, già sede del Circolo Italiano e del Consolato. Compete sui stati brasiliani non coperti dalla giurisdizione dell'IIC di Rio de Janeiro.
- Santiago del Cile, Cile.
- Toronto, Canada: Fondato nel 1976, si trova nei pressi del campus dell'Università di Toronto. Fino al 1982 ha avuto sede nel Consolato per poi trasferirsi in una palazzina di fine Ottocento dalla ditta Strichland & Simons in Queen Anne Style. Nel 2001 è stata inaugurata una nuova sede nel quartiere di Woodbridge. A seguito della soppressione dell'Istituto Italiano di Cultura di Vancouver (settembre 2014), è stato istituito presso il Consolato Generale un Ufficio Culturale, che opera in stretta collaborazione con l'Istituto Italiano di Cultura di Toronto. L'area di competenza dell'IIC di Toronto si estende alle seguenti provincie e territori: Ontario, Manitoba, Alberta, Columbia Britannica, Saskatchewan Territori del Nord-Ovest, e Yukon.
- Washington, USA: Istituito nel 1980 con sede all'interno della vecchia Ambasciata. Dal 1992 trasferito nella zona di Dupont Circle, poi venduto all'Università Johns Hopkins nel 2000, occupa l'attuale sede insieme all'Ambasciata ad Embassy Row, in un edificio opera di Piero Sartogo. Compete negli Stati atlantici del sud, Alabama, Mississippi e Pennsylvania.

### Sedi non più attive nel mondo
- Accra, Ghana: Chiuso nel 1996.
- Ankara, Turchia: Fondato nel 1957 ed aperto al pubblico due anni più tardi, competeva sulla parte meridionale della nazione. È stato chiuso il 30 settembre 2014 ed accorpato all'Ufficio Culturale dell'Ambasciata.
- Francoforte sul Meno, Germania: Nato nel 1988, competeva tra i Länder di Assia, Renania-Palatinato e Saarland. Chiuso il 31 ottobre 2014 e assorbito dall'IIC di Colonia.
- Grenoble, Francia: smantellato nel 2011.
- Innsbruck, Austria: In passato di competenza sui Land di Burgenland, Salisburghese, Tirolo e Vorarlberg. Accorpato nel 2014 all'IIC di Vienna.
- Kyoto, Giappone: Fondato nel 1978, confluisce nella costruzione di un nuovo Istituto ad Osaka nel 2010.
- Lilla, Francia: Competeva sui territori della Nord-Passo di Calais e Piccardia. Chiuso nel 2011.
- Lussemburgo, Lussemburgo: Sorto nel 1991 con sede all'interno dell'Ambasciata, ha cessato le attività il 31 dicembre 2014.[3]
- Mogadiscio, Somalia
- Salonicco, Grecia: Nato nel 1963 come "Centro Italiano di Cultura", prese la denominazione di Istituto nel 1977 come sezione di Atene. Aveva sede presso un edificio razionalista degli anni Trenta opera di Mario Paniconi e Giulio Pediconi, già sede di un liceo classico e del Monopolio Statale dei Tabacchi. Assume l'autonomia nel 2001 e viene chiuso il 30 settembre 2014 assorbito dall'IIC di Atene. Competeva in Macedonia Centrale, Macedonia Occidentale, Macedonia Orientale e Tracia, nelle unità periferiche di Larissa e Trikala e Monte Athos.
- Singapore, Singapore
- Vancouver, Canada: A seguito della soppressione dell'Istituto Italiano di Cultura di Vancouver (settembre 2014), è stato istituito presso il Consolato Generale un Ufficio Culturale, che opera in stretta collaborazione con l'Istituto Italiano di Cultura di Toronto.
- Wolfsburg, Germania: Fondato nel 1985, ottiene una sede autonoma solo nel 2002, porta in città autori italiani come Franco Lucentini, Carlo Fruttero, Fulvio Tomizza, Dacia Maraini e Susanna Tamaro. Chiuso ed accorpato all'Agenzia Consolare il 30 settembre 2014, competeva sul territorio della Bassa Sassonia.